# 奧謝列比
51°8′47″N 24°16′35″E / 51.14639°N 24.27639°E
奧謝列比（烏克蘭語：Осереби），是烏克蘭的村落，位於該國西部沃倫州，由科韋利區負責管轄，面積0.54平方公里，海拔高度203米，2001年人口161，人口密度每平方公里298.15人。